# Boich-Leversbach
Boich-Leversbach war bis 1969 eine Gemeinde im alten Kreis Düren in Nordrhein-Westfalen. Heute ist Boich-Leversbach eine Gemarkung der Gemeinde Kreuzau im Kreis Düren.

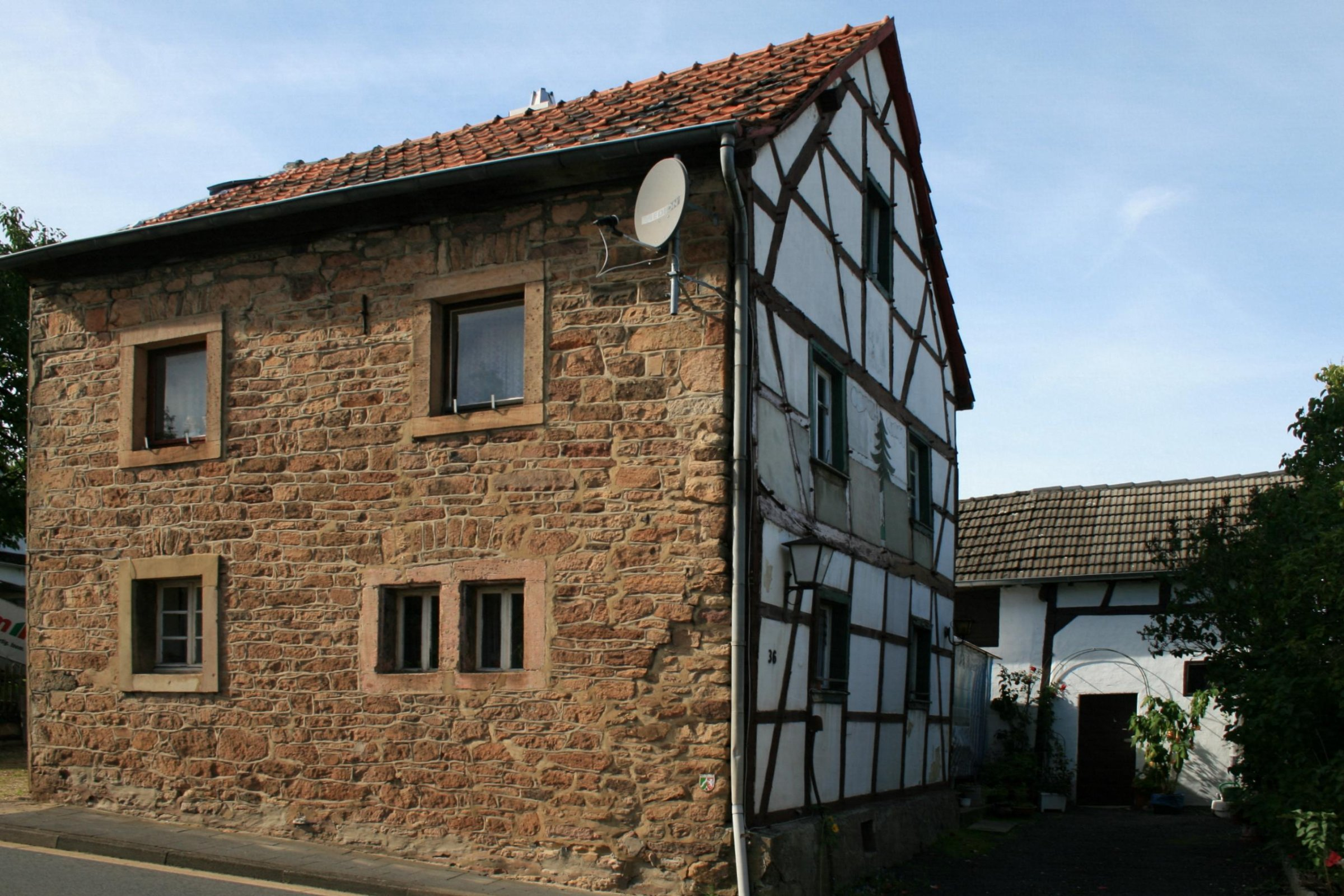
Wohnhaus aus Bruchstein in Leversbach

## Geographie
Boich-Leversbach besteht aus den beiden benachbarten Orten Boich und Leversbach, die am südlichen Rand des Gemeindegebiets von Kreuzau liegen und etwa 1,5 Kilometer voneinander entfernt sind. Beide Orte bilden heute jeweils eine Ortschaft der Gemeinde Kreuzau. Die ehemalige Gemeinde Boich-Leversbach besaß eine Fläche von 6,90 km².

## Geschichte
Seit dem 19. Jahrhundert war Boich-Leversbach eine Landgemeinde in der Bürgermeisterei Drove (ab 1928 Amt Drove) im Kreis Düren. Am 1. Juli 1969 wurde die Gemeinde durch das Gesetz zur Neugliederung von Gemeinden des Landkreises Düren in die Gemeinde Kreuzau eingegliedert.

## Einwohnerentwicklung
| Jahr | Einwohner | Quelle |
| ---- | --------- | ------ |
| 1871 | 463       | [ 4 ]  |
| 1885 | 532       | [ 5 ]  |
| 1910 | 607       | [ 6 ]  |
| 1925 | 678       | [ 3 ]  |
| 1939 | 740       | [ 7 ]  |
| 1946 | 671       | [ 8 ]  |
| 2019 | 1146      | [ 1 ]  |